# Leucoma nitida
Leucoma nitida är en fjärilsart som beskrevs av Swinhoe 1903. Leucoma nitida ingår i släktet Leucoma och familjen tofsspinnare. Inga underarter finns listade i Catalogue of Life.